# Птице (филм)
Птице (енгл. The Birds) је хорор филм из 1963. који је режирао Алфред Хичкок, заснован на причи Птице из 1952. коју је написала енглеска књижевница Дафне ди Морије. Она приказује Бодега Беј, залив у Калифорнији, који изненада и из необјашњивих разлога, постаје место низа распрострањених и насилних напада птица који трају неколико дана.
Филм представља прво филмско појављивање глумице Типи Хедрен. Поред ње у филму се појављују: Род Тејлор, Џесика Танди, Сузан Плешет и Вероника Картрајт.
Сценарио је написао Еван Хантер, Хичкок му је рекао да развије нове ликове и сложенији заплет, задржавајући Дафнин наслов и концепт о необјашњеним нападима птица.

## Радња
Мелани Данијелс (Типи Хедрен) млада богаташица случајно упознаје адвоката Мича Бренера (Род Тејлор) у продавници кућних љубимаца, у Сан Франциску. Он жели да купи папагаје сестри за једанести рођендан, али продавница нема ни једног. Он препознаје Мелани из претходног сусрета, али се она њега не сећа, што он користи да се нашали са њом обраћајући јој се као продавачици. Схвативши то она је побеснела, иако и она сама воли шале. Заинтригирана, она налази његову адресу у Бодега беју, купује пар папагаја и прелази дуг пут да би их доставила. Она потајно оставља кавез са птицама у кућу његове мајке са поруком. Док је одлазила он ју је ипак видео у чамцу. Тада се догодио први напад птица након чега су попричали. 
Он је позива на вечеру на коју она оклевајући пристаје. Мелани развија везу са Мичем, његовом мајком Лидијом (Џесика Танди) и млађом сестром, Кети (Вероника Картрајт). Она се такође спријатељује са учитељицом локалне школе Ени Хејворт (Сузан Плешет), која је Мичова бивша девојка. У току ноћи коју је провела код Ени, обадве су биле преплашене чудним понашањем галеба који се убио ударивши у врата. На прослави Кетиног рођендана, следећег дана галебови су изненада напали госте. Наредне вечери врапци улећу кроз оџак у кућу Бренерових. 
Следећег јутра Лидија посећује суседног фармера да би разговарали о чудном понашању њихових пилића. Али тамо затиче разбијене прозоре и његов леш без очију са мртвим птицама око њега. Она престрављена бежи из куће. Након што су је Мелани и Мич утешили она им преноси бригу за Кети која је у школи. Мелани одлази да би је довезла из школе. Заокупљена својим мислима Мелани не примећује огромно јато врана поред школе. Након што је приметила вране у школском дворишту упозорава Ени и њих две покушавају да децу безбедно изведу из школе. У томе не успевају и вране их нападају. Пошто је успела да Кети доведе до аутомобила, налазе се са Мичом у ресторану. Док седе у ресторану дешава се још један напад птица на људе на улицама. Након тога Мелани и Мичова породица одлазе у Мичову кућу и припремају се за нове нападе птица. Док они закуцавају прозоре почиње последњи напад птица у коме Мелани добија тешке повреде тела и главе после чега Мич инсистира да је одведе у болницу. Ујутру, када је престао напад, Мич у ауту са мајком, сестром и Мелани напушта кућу пролазећи поред птица које их само посматрају.

## Улоге
| Глумац            | Улога             |
| ----------------- | ----------------- |
| Типи Хедрен       | Мелани Данијелс   |
| Род Тејлор        | Мич Бренер        |
| Џесика Танди      | Лидија Бренер     |
| Сузан Плешет      | Ени Хаиборт       |
| Вероника Картрајт | Кети Бренер       |
| Чарлс МеГрав      | Себастиан Шоулс   |
| Рут Мекдевит      | госпођа Мејгрудер |
| Елизабет Вилсон   | Хелен Картер      |
| Лони Чепмен       | Дик Картер        |

## Премијера и награде
Премијера филма је била 28. марта 1963. године у Њујорку. У мају исте године је приказан на Канском фестивалу ком су присуствовали Хичкок и Типи Хедрен. Типи Хедрен је примила награду златни глобус за глумицу године 1964. Филм је освојио прво место од десет страних филмова које је изабрало Удружење новинара бенгалског филма.